# Хекатомба
У Античкој Грчкој, хекатомба (гр. ἑκατόμβη) је била жртва од стотину бикова или волова (гр. εκατό = 100 ; βοῦς = бик, во). У Хомеровим еповима, овим изразом означавају се жртве од 12 до 100 грла стоке. Нуђене су грчким боговима Атини, Аполону и Хери за време посебних верских свечаности. Израз се често користио за било какве жртве у већим количинама.
У фигуративном значењу: огромна страдања у рату, за време епидемије и сл.